# Brezičani (miasto Prijedor)
Brezičani (cyr. Брезичани) – wieś w Bośni i Hercegowinie, w Republice Serbskiej, w mieście Prijedor. W 2013 roku liczyła 1192 mieszkańców.